# Eugene Botkin
Yevgeny Sergeyevich Botkin (tiếng Nga: Евге́ний Серге́евич Бо́ткин; 27 tháng 3 năm 1865 - 17 tháng 7 năm 1918), thường được gọi là Eugene Botkin, là bác sĩ tòa án cho Sa hoàng Nikolai II và Sa hậu Aleksandra. Trong thời gian lưu vong với gia đình sau Cách mạng Tháng Hai năm 1917, đôi khi ông đã điều trị cho Thái tử Alexei Nikolaevich của Nga vì các biến chứng liên quan đến chứng máu khó đông.
Sau cuộc Cách mạng Nga năm 1917, Botkin phải sống lưu vong cùng với gia đình Romanov, đi cùng họ đến Tobolsk, Siberia và Yekaterinburg. Ông đã bị sát hại cùng với gia đình bởi những người Bolsheviks tại Yekaterinburg vào ngày 17 tháng 7 năm 1918.
Gia đình của bác sĩ Botkin đã đóng góp cho quốc gia: hai con trai lớn của ông, Dimitri và Yuri, đã chết trong Thế chiến thứ nhất.
Giống như Hoàng gia Romanov, Botkin được phong thánh năm 1981 là một Liệt sĩ mới của Giáo hội Chính thống Nga bên ngoài nước Nga.
Năm 2000, Giáo hội Chính thống Nga đã phong thánh cho gia đình Romanov là những người mang niềm đam mê. Vào ngày 3 tháng 2 năm 2016, Hội đồng Giám mục của Giáo hội Chính thống Nga đã phong thánh Botkin là Người mang niềm đam mê chính nghĩa Bác sĩ Yevgeny.

## Tuổi thơ và sự nghiệp
Botkin được sinh ra ở St. Petersburg, Đế quốc Nga, con trai của Anastasia Alexandrovna (Krylova) và Sergey Botkin, từng là một bác sĩ dưới thời Sa hoàng Alexander II và Alexander III. Botkin theo cha học ngành y, lấy bằng tại Đại học St. Petersburg và học thêm tại các trường đại học Berlin và Heidelberg. Sau đó, ông được bổ nhiệm làm trưởng khoa tại Bệnh viện St. Georgievsky ở St. Petersburg. Ông phục vụ đặc biệt trên tàu Bệnh viện St. Georgievsky trong Chiến tranh Nga-Nhật.
Botkin được bổ nhiệm làm bác sĩ của tòa án vào năm 1908. Botkin đã kết hôn và có bốn đứa con, Dimitri, Yuri, Gleb và Tatiana. Cuộc hôn nhân của anh tan vỡ dưới sự căng thẳng do sự cống hiến của Botkin dành cho Romanovs và thời gian dài ở tòa án. Vợ ông, bà Olga, bắt đầu ngoại tình với gia sư người Đức. Cô yêu cầu, và được cho phép, ly hôn.

Botkin sau đó tuyệt vọng khi hai con trai lớn của ông, Dimitri và Yuri, bị giết trong chiến tranh trong Thế chiến thứ nhất. Botkin ngày càng trở nên sùng đạo và "phát triển sự ghê tởm ngày càng tăng đối với xác thịt", theo con trai của ông, Gleb. 
 "Từ một thời đại rất êm đềm, bản chất đẹp đẽ và cao quý của anh đã hoàn tất," anh trai Peter nhớ lại sau đó. "Anh ấy không bao giờ như những đứa trẻ khác. Luôn nhạy cảm, với một sự ngọt ngào, tinh tế bên trong tâm hồn phi thường, anh có một nỗi kinh hoàng của bất kỳ cuộc đấu tranh hay chiến đấu nào. Chúng tôi và những chàng trai khác sẽ chiến đấu với một cơn giận dữ. Anh ta sẽ không tham gia vào các trận chiến của chúng tôi, nhưng khi chủ nghĩa pugil của chúng tôi mang một nhân vật nguy hiểm, anh ta sẽ ngăn các chiến binh có nguy cơ tự làm mình bị thương. Anh ấy rất chăm học và tận tâm trong học tập. Đối với một nghề nghiệp, ông đã chọn ngành y học: giúp đỡ, chống đỡ, xoa dịu, chữa lành không có hồi kết. "  

## Lưu vong và cái chết
Botkin cảm thấy trách nhiệm của mình là phải cùng nhà Romanovs đi lưu vong, không chỉ vì trách nhiệm của mình đối với bệnh nhân của mình, gia đình Romanov mà còn đối với đất nước của ông. Botkin được coi là một người bạn của Sa hoàng Nikolai II. Bác sĩ cũng thường nói chuyện với Sa hậu Aleksandra bằng tiếng Đức bản địa của bà và làm phiên dịch cho bà khi bà gặp một phái đoàn Nga.
Sau khi Botkin và gia đình bị xử tử, các nhà điều tra của Quân đội Nga trắng đã tìm thấy bức thư còn dang dở này của ông vào năm 1919. Nó được viết trong khu của ông vào đêm 16 tháng 7 năm 1918:
| “ | Tôi đang thực hiện một nỗ lực cuối cùng trong việc viết một lá thư thực sự - ít nhất là từ đây - mặc dù trình độ chuyên môn đó, tôi tin rằng, là hoàn toàn thừa. Tôi không nghĩ rằng tôi đã bị định mệnh bất cứ lúc nào để viết cho bất cứ ai từ bất cứ đâu. Sự giam cầm tự nguyện của tôi ở đây bị hạn chế bởi thời gian ít hơn so với sự tồn tại trên trái đất của tôi. Thực chất tôi đã chết - chết vì các con tôi - chết vì công việc của tôi... Tôi đã chết nhưng chưa được chôn cất, hoặc chôn sống - bất cứ điều gì, hậu quả gần như giống hệt... Một ngày trước ngày hôm qua, như tôi đang bình tĩnh đọc... Tôi thấy tầm nhìn của con trai tôi giảm đi, nhưng chết, ở tư thế nằm ngang, mắt nó nhắm nghiền. Hôm qua, trong cùng một lần đọc, tôi đột nhiên nghe thấy một từ nghe giống Papulya. Tôi suýt khóc nức nở. Một lần nữa - đây không phải là ảo giác vì từ này được phát âm, giọng nói giống nhau và tôi không nghi ngờ ngay lập tức rằng con gái tôi, người được cho là ở Tobolsk, đã nói chuyện với tôi... Tôi có lẽ sẽ không bao giờ Nghe giọng nói đó rất thân thương hoặc cảm thấy cảm động đó rất thân thương với những đứa con nhỏ của tôi đã làm hỏng tôi... Nếu đức tin không có việc làm là chết, thì hành động có thể sống mà không có niềm tin; và nếu một số người trong chúng ta có việc làm và đức tin với nhau, đó chỉ là nhờ ân sủng đặc biệt của Thiên Chúa. Tôi đã trở thành một trong những người may mắn này nhờ một gánh nặng lớn - sự mất mát của đứa con đầu lòng 6 tháng tuổi của tôi... Điều này minh chứng cho quyết định cuối cùng của tôi... khi tôi vô tình mồ côi con mình để thực hiện nghĩa vụ của bác sĩ đến cuối cùng, vì Abraham đã không ngần ngại trước yêu cầu của Chúa là hy sinh đứa con trai duy nhất của mình. | ” |

Bức thư bị viết dở khi Chỉ huy Yakov Yurovsky, người đứng đầu bộ chỉ huy tại Nhà Ipatiev, gõ cửa phòng Botkin. Ông ta ra lệnh cho toàn bộ nhà Romanov mặc quần áo và đi xuống cầu thang, với lý do có tiếng súng trong thị trấn, và họ phải được sơ tán. Nhưng toàn bộ gia đình và những người hầu của họ (bao gồm cả Botkin) đã bị sát hại một thời gian ngắn sau đó.
Đầu những năm 1990, sau khi ngôi mộ không được đánh dấu đã được phát hiện và xác của Botkin đã được kiểm tra, anh ta được phát hiện có vết thương đạn ở xương chậu, đốt sống và trán.

## Danh hiệu và giải thưởng
- Huân chương Thánh Vladimir, hạng 3 và 2 với gươm,
- Huân chương Thánh Anna, hạng 2
- Huân chương St. Stanislaus, hạng 3
- Huân chương Thánh Sava, hạng 2 [5]
- "Giải thưởng công dân" của Bulgaria
- 1981, được Giáo hội Nga bên ngoài nước Nga phong thánh là Liệt sĩ mới.
- Năm 2016, được Giáo hội Chính thống Nga phong thánh là người mang niềm đam mê.

## Ảnh hưởng trong nghệ thuật
Nhân vật "Bác sĩ Botkin" có trong vở kịch của D. Logan, Ekaterinburg (2013). Nội dung về thời gian bị giam cầm của Romanovs và những người hầu của họ trong Nhà Ipatiev ở Yekaterinburg.